# アイルランドの首相
アイルランドの首相（アイルランドのしゅしょう、ティーショク、愛: Taoiseach [ˈt̪ˠiːɕəx] 英語発音: [ti:ʃəx, ti:ʃək]）は、アイルランド政府の長。
アイルランド議会（ウラクタス）の下院（ドイル・エアラン）における選出で決定され、大統領により任命される。
現職は、共和党（フィアナ・フォイル）のミホル・マーティン。統一アイルランド党（フィナ・ゲール）、緑の党と連立政権を構成している。

## 概要
アイルランド憲法においては、首相は下院議員から選出されなければならないと規定されている。下院において首相の信任が失われた場合には、辞任もしくは下院を解散しなければならない。
大統領には下院の解散を拒否する権限が与えられているが、これまでのところこの権利を行使した大統領は存在しない。辞任した場合には後継の首相府が組織されるまで、前職がその任にあたることになっている（選挙管理内閣）。
首相は政府の閣僚を指名し、議会の承認を得た上で大統領により任命される。首相には閣僚を解任する権利を有する。また上院（シャナズ・エアラン）の議員のうち7名を指名する権利が与えられている。

### 給与
2013年以降、アイルランドの首相の年俸は185,350ユーロである。エンダ・ケニーが就任した際に214,187ユーロから200,000ユーロに削減されたが、2013年のハディントン・ロード協定でさらに185,350ユーロに削減された。
2007年に提案された38,000ユーロの増額は、ブライアン・カウエンが首相になった時に延期され、2008年10月に政府は首相を含む全閣僚の給与を10％削減することを発表した。しかし、自主的な削減であり、給与は名目上は同じままであり、大臣と首相は基本的に給与の10％を拒否した形になる。首相はまた、年間経費の追加118,981ユーロを許可されている。

### 首相官邸
首相の公式官邸はない。
2008年には、フェニックス・パーク近辺のスチュワーズロッジが首相官邸になる憶測が飛び交ったが、公式発表はなく、何の行動も取られていない。
1999年に2920万ユーロで政府によって買収されたファームリーの敷地の一部を形成しているが、2005年に公共事業局によって60万ユーロ近くの費用をかけて改装された。バーティ・アハーンは官邸として使用していなかったが、後継者のブライアン・カウエンは「時々」使用していた。

## 歴史

### 起源と語源
「Taoiseach」および「Tánaiste（ 英語発音: [ˈtɔːnɪʃtə]、副首相）」という言葉は中世ゲール語に由来しており、古代から存在していたティーショク（タニストリー）という言葉は単に指導者を意味する。アイルランド憲法では、「政府の長」として定義されている。1937年にこの称号を導入したエイモン・デ・ヴァレラはファシストでも独裁者でもなかったが、「指導者」という意味は、フューラー（ヒトラー）、ドゥーチェ（ムッソリーニ）、カウディーリョ（フランコ）といった当時の独裁者の称号に似たものにしたのではないかと指摘されることもあった。歴史家の中には古代アイルランドにおいてティーショクは小王を指しており、「Tánaiste」 は王が何らかの事情により存在しない王国における摂政であったと主張する者もいる。スコットランド・ゲール語では、「tòiseach」は一族の長と訳され、元々はスコットランドとアイルランドのゲール語で似たような意味を持っていた。ウェールズ語にも似たような言葉「Tywysog（[təˈwəsɔg]）」が存在する。
「Taoiseach」の複数形は「taoisigh」。アイルランド語の「An Taoiseach」が英語の「The Taoiseach」に代わって使用されることもあるが、英語版のアイルランド憲法では、「The Taoiseach」と示されている。なお、諸外国の首相（Prime Minister）を指すアイルランド語は「Príomh-Aire」である。

### 称号についての議論
1937年にアイルランド憲法草案がドイル・エアランで議論されていたとき、野党政治家のフランク・マクダーモットは、憲法の英文で提案されていた「Taoiseach」の称号を英語訳の「Prime Minister」に置き換える修正案を提出した。アイルランド語版では、「Taoiseach」の称号を維持することが提案された。提案者は以下のように述べている。
「Taoiseach」のような言葉を英語に取り入れようとするのは、私には単なる作り話のように思える。99パーセントの人に間違って発音されるだろう。正しく発音するのが非常に難しい単語であることは、私も既に確認している。そうであれば、アイルランド語の尊厳のためにも、英語で話すときには、「Prime Minister」と呼ぶことを許可されるべきだと思う。（省略）これは、北アイルランドの人々を遠ざけるためにここで行われているようなことのもう一つの例にすぎない。英語を話すときに、「Prime Minister」ではなく、「Taoiseach」と呼ぶことを強要しても、何の役にも立たない。
執行評議会のエイモン・デ・ヴァレラは、この言葉の意味を「酋長」または「大尉」とした。修正案を「支持する気にはならない」と述べ、「Taoiseach」という言葉を変える必要はないと感じていた。修正案は投票で否決され、最終的に国民投票で採択された称号として「Taoiseach」が含まれることになった。

### 近代
近代的な「Taoiseach（ティーショク、首相）」は、1937年に制定されたアイルランド憲法により規定されている。1922年から1937年まで存在したアイルランド自由国においては、首相は行政評議会議長（President of the Executive Council）と呼ばれていた。自由国における首相は閣僚の解任、下院の解散を行う権利を持たず、現在の「Taoiseach（ティーショク、首相）」よりも限られた権限しか持たなかった。連立政権が成立した場合には慣例的に多数党の党首が首相に任命される。この例外として、1948年には連立党からの反対により、多数党であった共和党の党首リチャード・マルコイの代わりに同党のジョン・A・コステロが首相に任命された。2010年には、ブライアン・カウエンが、世界的な金融危機後の非常に不人気な支出削減の真っ只中で、新たな選挙が行われるまで首相としての地位を維持したが、フィアナ・フォイル党首としての地位を退き、ミホル・マーティン（カウエンが危機に対応した方法に抗議して辞任していた）が後を継ぐことを許可した。

## 歴代首相の一覧
1937年の憲法制定以前は、政府の長は行政評議会議長と呼ばれていた。1922年から1932年まではクマン・ナ・ゲールのウィリアム・コスグレイヴが、1932年から1937年まではフィアナ・フォイルのエイモン・デ・ヴァレラが就いていた。慣例では、コスグレイヴを含むように、番号が振られている。例えば、ミホル・マーティンは第14代ではなく、第15代首相と数えられている。

### アイルランド自由国
行政評議会議長（President of the Executive Council）
| 代 | 肖像  | 行政評議会議長の氏名                             | 所属政党                                      | 評議会         | 就任日         | 退任日        | 期 |
| -- | ----- | ------------------------------------------------ | --------------------------------------------- | -------------- | -------------- | ------------- | -- |
| 1  |       | ウィリアム・コスグレイヴ William Thomas Cosgrave | クマン・ナ・ゲール Cumann na nGaedheal (CnaG) | 第1次          | 1922年12月6日  | 1923年9月19日 | 3  |
| 1  | 第2次 | ウィリアム・コスグレイヴ William Thomas Cosgrave | クマン・ナ・ゲール Cumann na nGaedheal (CnaG) | 1923年9月19日  | 1927年6月23日  | 4             |    |
| 1  | 第3次 | ウィリアム・コスグレイヴ William Thomas Cosgrave | クマン・ナ・ゲール Cumann na nGaedheal (CnaG) | 1927年6月23日  | 1927年10月11日 | 5             |    |
| 1  | 第4次 | ウィリアム・コスグレイヴ William Thomas Cosgrave | クマン・ナ・ゲール Cumann na nGaedheal (CnaG) | 1927年10月11日 | 1930年4月3日   | 6             |    |
| 1  | 第5次 | ウィリアム・コスグレイヴ William Thomas Cosgrave | クマン・ナ・ゲール Cumann na nGaedheal (CnaG) | 1930年4月3日   | 1932年3月9日   | 6             |    |
| 2  |       | エイモン・デ・ヴァレラ Éamon de Valera           | フィアナ・フォイル Fianna Fáil (共和党)       | 第6次          | 1932年3月9日   | 1933年2月8日  | 7  |
| 2  | 第7次 | エイモン・デ・ヴァレラ Éamon de Valera           | フィアナ・フォイル Fianna Fáil (共和党)       | 1933年2月8日   | 1937年7月21日  | 8             |    |
| 2  | 第8次 | エイモン・デ・ヴァレラ Éamon de Valera           | フィアナ・フォイル Fianna Fáil (共和党)       | 1937年7月21日  | 1937年12月29日 | 9             |    |

### アイルランド
首相（Taoiseach）
| 代   | 肖像   | 首相の氏名                                                 | 所属政党                                 | 内閣           | 就任日         | 退任日            | 連立与党                                              | 期                           |
| ---- | ------ | ---------------------------------------------------------- | ---------------------------------------- | -------------- | -------------- | ----------------- | ----------------------------------------------------- | ---------------------------- |
| (2)  |        | エイモン・デ・ヴァレラ Éamon de Valera （第1期）           | フィアナ・ フォイル Fianna Fáil (共和党) | 第1次          | 1937年12月29日 | 1938年6月30日     | なし                                                  | 9                            |
| (2)  | 第2次  | エイモン・デ・ヴァレラ Éamon de Valera （第1期）           | フィアナ・ フォイル Fianna Fáil (共和党) | 1938年6月30日  | 1943年7月1日   | 10                | なし                                                  |                              |
| (2)  | 第3次  | エイモン・デ・ヴァレラ Éamon de Valera （第1期）           | フィアナ・ フォイル Fianna Fáil (共和党) | 1943年7月1日   | 1944年6月9日   | 11                | なし                                                  |                              |
| (2)  | 第4次  | エイモン・デ・ヴァレラ Éamon de Valera （第1期）           | フィアナ・ フォイル Fianna Fáil (共和党) | 1944年6月9日   | 1948年2月18日  | 12                | なし                                                  |                              |
| 3    |        | ジョン・A・コステロ John Aloysius Costello （第1期）       | フィナ・ ゲール Fine Gael                | 第5次          | 1948年2月18日  | 1951年6月13日     | 労働党 国民労働党 Clann na Poblachta Clann na Talmhan | 13                           |
| (2)  |        | エイモン・デ・ヴァレラ （第2期）                           | フィアナ・ フォイル                      | 第6次          | 1951年6月13日  | 1954年6月2日      | なし                                                  | 14                           |
| (3)  |        | ジョン・A・コステロ （第2期）                              | フィナ・ ゲール                          | 第7次          | 1954年6月2日   | 1957年3月20日     | 労働党 Clann na Talmhan                               | 15                           |
| (2)  |        | エイモン・デ・ヴァレラ （第3期）                           | フィアナ・ フォイル                      | 第8次          | 1957年3月20日  | 1959年6月23日     | なし                                                  | 16                           |
| 4    |        | ショーン・F・リーマス Seán Francis Lemass                  | フィアナ・ フォイル                      | 第9次          | 1959年6月23日  | 1961年11月11日    | なし                                                  | 16                           |
| 4    | 第10次 | ショーン・F・リーマス Seán Francis Lemass                  | フィアナ・ フォイル                      | 1961年11月11日 | 1965年4月21日  | 17                | なし                                                  |                              |
| 4    | 第11次 | ショーン・F・リーマス Seán Francis Lemass                  | フィアナ・ フォイル                      | 1965年4月21日  | 1966年11月10日 | 18                | なし                                                  |                              |
| 5    |        | ジャック・リンチ John Mary Lynch （第1期）                 | フィアナ・ フォイル                      | 第12次         | 1966年11月10日 | 18                | 1969年7月2日                                          | なし                         |
| 5    | 第13次 | ジャック・リンチ John Mary Lynch （第1期）                 | フィアナ・ フォイル                      | 1969年7月2日   | 1973年3月14日  | 19                |                                                       | なし                         |
| 6    |        | リーアム・コスグレイヴ Liam Cosgrave                       | フィナ・ ゲール                          | 第14次         | 1973年3月14日  | 1977年7月5日      | 労働党                                                | 20                           |
| (5)  |        | ジャック・リンチ （第2期）                                 | フィアナ・ フォイル                      | 第15次         | 1977年7月5日   | 1979年12月11日    | なし                                                  | 21                           |
| 7    |        | チャールズ・J・ホーヒー Charles James Haughey （第1期）    | フィアナ・ フォイル                      | 第16次         | 1979年12月11日 | 1981年6月30日     | なし                                                  | 21                           |
| 8    |        | ギャレット・フィッツジェラルド Garret FitzGerald （第1期） | フィナ・ ゲール                          | 第17次         | 1981年6月30日  | 1982年3月9日      | 労働党                                                | 22                           |
| (7)  |        | チャールズ・J・ホーヒー （第2期）                          | フィアナ・ フォイル                      | 第18次         | 1982年3月9日   | 1982年12月14日    | なし                                                  | 23                           |
| (8)  |        | ギャレット・フィッツジェラルド （第2期）                   | フィナ・ ゲール                          | 第19次         | 1982年12月14日 | 1987年3月10日     | 労働党                                                | 24                           |
| (7)  |        | チャールズ・J・ホーヒー （第3期）                          | フィアナ・ フォイル                      | 第20次         | 1987年3月10日  | 1989年7月12日     | なし                                                  | 25                           |
| (7)  | 第21次 | チャールズ・J・ホーヒー （第3期）                          | フィアナ・ フォイル                      | 1989年7月12日  | 1992年2月11日  | 進歩民主党        | 26                                                    |                              |
| 9    |        | アルバート・レイノルズ Albert Reynolds                     | フィアナ・ フォイル                      | 第22次         | 1992年2月11日  | 1993年1月12日     | 26                                                    | 進歩民主党                   |
| 9    | 第23次 | アルバート・レイノルズ Albert Reynolds                     | フィアナ・ フォイル                      | 1993年1月12日  | 1994年12月15日 | 労働党            | 27                                                    |                              |
| 10   |        | ジョン・ブルートン John Gerard Bruton                      | フィナ・ ゲール                          | 第24次         | 1994年12月15日 | 1997年6月26日     | 27                                                    | 労働党 民主左翼党            |
| 11   |        | バーティ・アハーン Patrick Bartholomew Ahern               | フィアナ・ フォイル                      | 第25次         | 1997年6月26日  | 2002年6月6日      | 進歩民主党                                            | 28                           |
| 11   | 第26次 | バーティ・アハーン Patrick Bartholomew Ahern               | フィアナ・ フォイル                      | 2002年6月6日   | 2007年6月14日  | 29                | 進歩民主党                                            |                              |
| 11   | 第27次 | バーティ・アハーン Patrick Bartholomew Ahern               | フィアナ・ フォイル                      | 2007年6月14日  | 2008年5月7日   | 進歩民主党 緑の党 | 30                                                    |                              |
| 12   |        | ブライアン・カウエン Brian Cowen                           | フィアナ・ フォイル                      | 第28次         | 2008年5月7日   | 2011年3月9日      | 30                                                    | 進歩民主党 (～2009年) 緑の党 |
| 13   |        | エンダ・ケニー Enda Kenny                                  | フィナ・ ゲール                          | 第29次         | 2011年3月9日   | 2016年5月6日      | 労働党                                                | 31                           |
| 13   | 第30次 | エンダ・ケニー Enda Kenny                                  | フィナ・ ゲール                          | 2016年5月6日   | 2017年6月14日  | 32                | 労働党                                                |                              |
| 14   |        | レオ・バラッカー Leo Varadkar （第1期）                    | フィナ・ ゲール                          | 第31次         | 2017年6月14日  | 32                | 2020年6月27日                                         | 労働党                       |
| 15   |        | ミホル・マーティン Micheál Martin                          | フィアナ・ フォイル                      | 第32次         | 2020年6月27日  | 2022年12月17日    | フィナ・ゲール 緑の党                                 | 33                           |
| (14) |        | レオ・バラッカー Leo Varadkar （第2期）                    | フィナ・ゲール                           | 第33次         | 2022年12月17日 | 2024年4月9日      | フィアナ・フォイル 緑の党                             | 33                           |
| 16   |        | サイモン・ハリス Simon Harris                              | フィナ・ゲール                           | 第34次         | 2024年4月9日   | 2025年1月23日     | フィアナ・フォイル 緑の党                             | 33                           |
| (15) |        | ミホル・マーティン Micheál Martin （第2期）                | フィアナ・ フォイル                      | 第35次         | 2025年1月23日  | 現職              | フィナ・ゲール 緑の党                                 | 34                           |